# Marçal Aquino

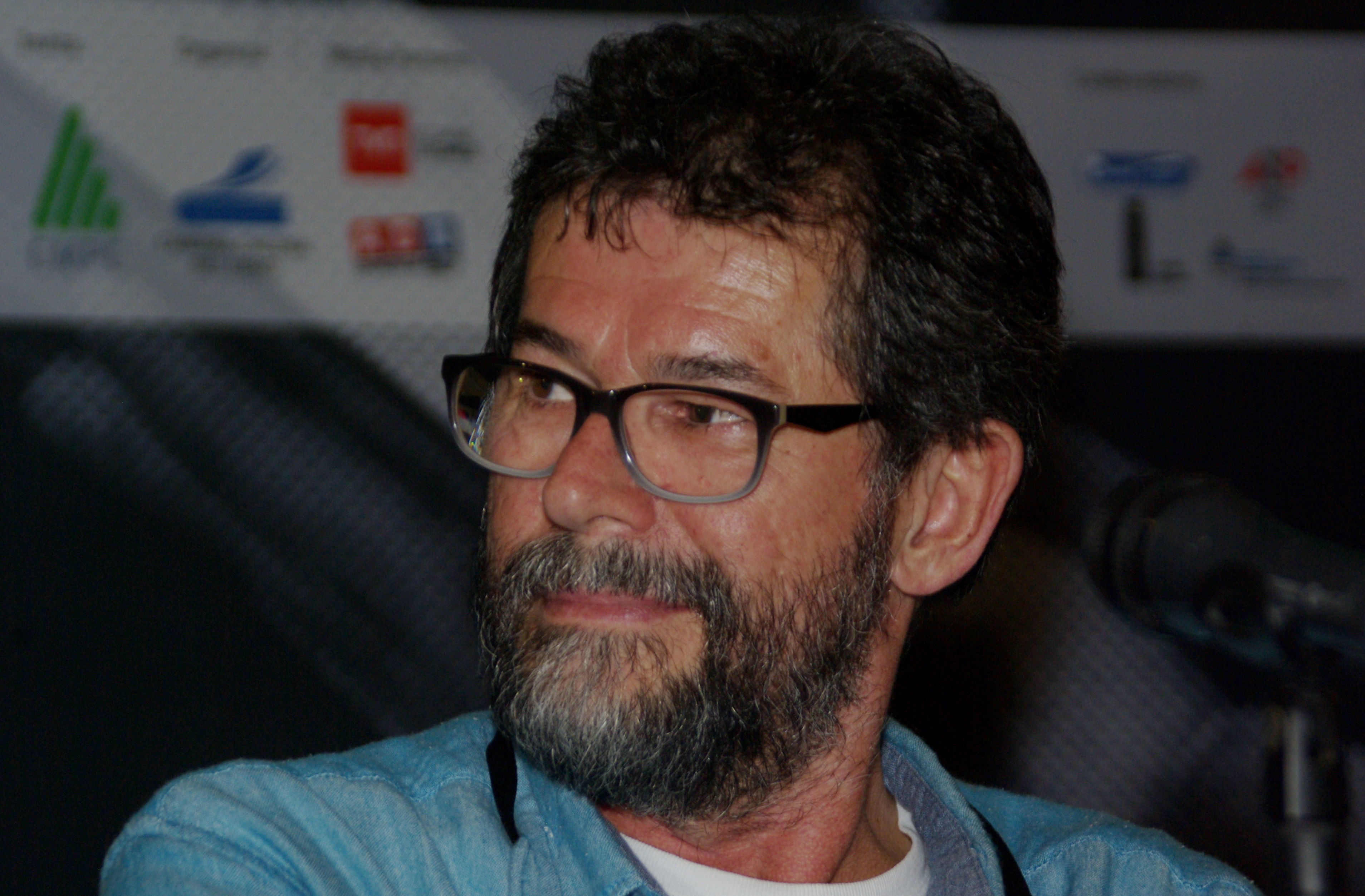
Aquino, 2015

Marçal Aquino (* 28. Januar 1958 in Amparo) ist ein brasilianischer Schriftsteller, Journalist und Drehbuchautor.

## Leben
Marçal Aquino wurde im Bundesstaat São Paulo geboren. Er arbeitete als Reporter und Redakteur der Zeitungen O Estado de São Paulo und Jornal da Tarde. Seit Mitte der 1990er Jahre besteht eine enge Zusammenarbeit mit dem Regisseur Beto Brant, der drei seiner Werke verfilmt hat, darunter O Invasor (Der Eindringling), der 2002 auf der Berlinale gezeigt wurde und internationale Anerkennung erlangte. Momentan ist er als frei schaffender Journalist und Mitarbeiter der Zeitschrift Época São Paulo tätig. Marçal Aquino hat sich als Autor von Romanen, Kurzgeschichten und Kinderbüchern einen Namen gemacht. Sein Roman Flieh. Und nimm die Dame mit spielt in einer brasilianischen Goldgräberstadt und handelt von der Liebesbeziehung eines Fotografen mit einer Pfarrersfrau.

## Auszeichnungen
Aquino erhielt mehrere Preise und Auszeichnungen für seine Drehbücher:
- 2003 und 2005 war er für den Großen Preis des brasilianischen Kinos nominiert. Gewinnen konnte er ihn in den Jahren 2007 und 2008.
- 2006 gewann er den Crystal Lens-Award beim Miami Brazilian Film Festival
- 2008 erhielt er die APCA Trophy der São Paulo Association of Art Critics Awards

## Werke

### Prosa
- O Invasor (Der Eindringling)
- Faroestes
- O Amor e Outros Objetos Pontiagudos (Prêmio Jabuti 2000)
- As Fomes de Setembro (Prêmio V Bienal Nestlé de Literatura – Conto (1991))
- Miss Danúbio (Prêmio do Concurso de Contos do Paraná)
- Cabeça a Prêmio
- Famílias Terrivelmente Felizes
- Eu Receberia as Piores Notícias dos seus Lindos Lábios (Flieh. Und nimm die Dame mit, aus dem Portugiesischen von Kurt Scharf); Edition Büchergilde, Frankfurt/M. 2009, ISBN 978-3-940111-60-9)

### Poesie
- Abismos – Modo de Usar
- Por Bares Nunca Antes Naufragados

### Jugendliteratur
- O Mistério da Cidade-Fantasma
- O Jogo do Camaleão
- O Primeiro Amor e Outros Perigos
- A Turma da Rua Quinze
- Coleção Sete Faces

### Drehbücher
- Os Matadores[3]
- Ação entre Amigos
- O Invasor
- Nina